# Slovenská Nová Ves
Slovenská Nová Ves (bis 1927 slowakisch „Nová Ves“; deutsch Slowakisch-Neudorf oder Neudorf, ungarisch Vedrődújfalu – bis 1907 Tótújfalu) ist eine Gemeinde im Westen der Slowakei mit 555 Einwohnern (Stand 31. Dezember 2024). Sie gehört zum Okres Trnava, einem Teil des Trnavský kraj.

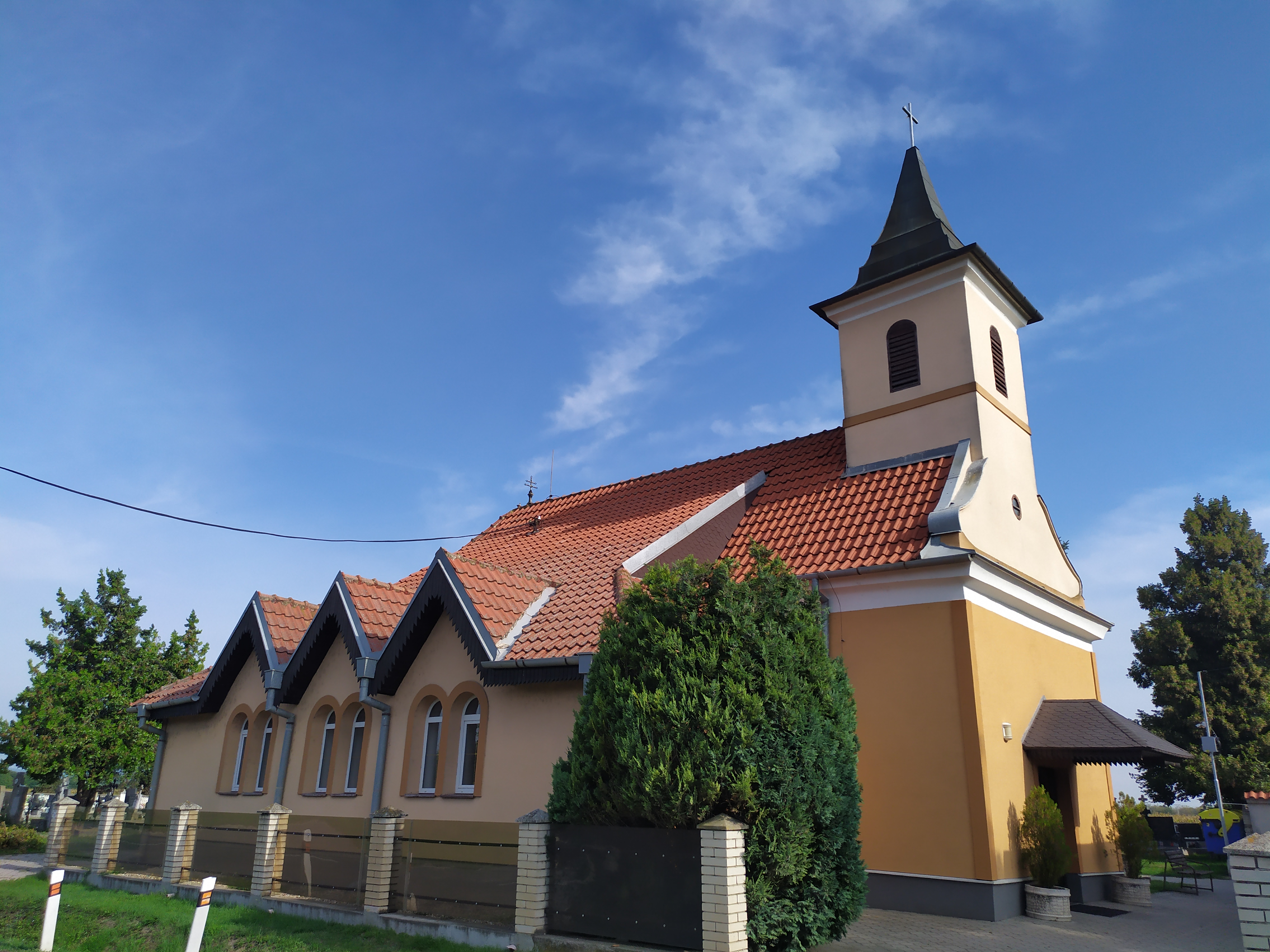
Josefskirche

## Geographie
Die Gemeinde befindet sich im Hügelland Trnavská pahorkatina am Flüsschen Gidra. Das Ortszentrum liegt auf einer Höhe von 136 m n.m. und ist 15 Kilometer von Trnava entfernt.
Nachbargemeinden sind Cífer im Nordwesten und Norden, Zeleneč im Nordosten, Voderady im Südosten, Veľký Grob im Süden und Čataj im Westen.

## Geschichte
Das Gemeindegebiet wurde zum ersten Mal in der Kupfersteinzeit besiedelt, mit weiteren Funden der Badener Kultur und aus der Hallstattzeit.
Zum ersten Mal wurde der Ort Slovenská Nová Ves 1245 als Wyffalw schriftlich erwähnt und wechselte oft seine Besitzer. So gehörte das Dorf im Laufe der Jahrhunderte den Tyrnauer Klarissen, den Familien Földes, Farkas, Zichy, Pálffy und Batthyány. 1828 zählte man 39 Häuser und 287 Einwohner, die in der Landwirtschaft und als Arbeiter am Gutshof beschäftigt waren.
Bis 1918 gehörte der im Komitat Pressburg liegende Ort zum Königreich Ungarn und kam danach zur Tschechoslowakei beziehungsweise heute Slowakei.
Zur Gemeinde gehört der ehemalige Ort Hrušov (vormals slowakisch Krtvelíš; ungarisch Körtvélyes), der zum ersten Mal 1243 als Curtuelus schriftlich erwähnt wurde. Nach der Kommassierung von 1857 wurde er mit Slovenská Nová Ves zusammengeschlossen.

## Bevölkerung
| Jahr                | 1994 | 2004    | 2014     | 2024     |
| ------------------- | ---- | ------- | -------- | -------- |
| Anzahl der Personen | 453  | 427     | 484      | 555      |
| Unterschied         |      | −5,73 % | +13,34 % | +14,66 % |

| Jahr                | 2023 | 2024    |
| ------------------- | ---- | ------- |
| Anzahl der Personen | 538  | 555     |
| Unterschied         |      | +3,15 % |

Nach der Volkszählung 2011 wohnten in Slovenská Nová Ves 450 Einwohner, davon 441 Slowaken und drei Magyaren; ein Einwohner gehörte zu einer anderen Ethnie. Fünf Einwohner machten diesbezüglich keine Angabe. 399 Einwohner bekannten sich zur römisch-katholischen Kirche, fünf Einwohner zur kongregationalistischen Kirche und ein Einwohner zur evangelischen Kirche A. B. 32 Einwohner waren konfessionslos und bei 15 Einwohnern wurde die Konfession nicht ermittelt.

## Sehenswürdigkeiten
- römisch-katholische Josefskirche im spätbarocken Stil aus dem letzten Drittel des 18. Jahrhunderts.